# Pegomya bella
Pegomya bella är en tvåvingeart som beskrevs av Stein 1911. Pegomya bella ingår i släktet Pegomya och familjen blomsterflugor. Inga underarter finns listade i Catalogue of Life.